# Książ Wielkopolski (gemeente)
De gemeente Książ Wielkopolski is een stad- en landgemeente in het Poolse woiwodschap Groot-Polen, in powiat Śremski.
De zetel van de gemeente is in Książ Wielkopolski.
Op 30 juni 2004 telde de gemeente 8384 inwoners.

## Oppervlakte gegevens
In 2002 bedroeg de totale oppervlakte van gemeente Książ Wielkopolski 147,87 km², waarvan:
- agrarisch gebied: 67%
- bossen: 23%

De gemeente beslaat 25,73% van de totale oppervlakte van de powiat.

## Demografie
Stand op 30 juni 2004:
| Omschrijving                   | Totaal | Totaal | Vrouwen | Vrouwen | Mannen | Mannen |
| ------------------------------ | ------ | ------ | ------- | ------- | ------ | ------ |
| eenheid                        | aantal | %      | aantal  | %       | aantal | %      |
| inwoners                       | 8384   | 100    | 4225    | 50,4    | 4159   | 49,6   |
| bevolkingsdichtheid (inw./km²) | 56,7   | 56,7   | 28,6    | 28,6    | 28,1   | 28,1   |

In 2002 bedroeg het gemiddelde inkomen per inwoner 1274,44 zł.

## Aangrenzende gemeenten
Dolsk, Jaraczewo, Krzykosy, Nowe Miasto nad Wartą, Śrem, Zaniemyśl